# 이언우
이언우(李彦祐, ? ~ 1592년)는 조선 중기의 순왜로 함경도 지역에서 반란을 일으킨 주모자 중 한 명이다.
회령을 출신으로 임진왜란이 일어나자 국경인(鞠景仁)을 도와 조선 왕자 일행과 배종 대신들을 가토 기요마사에 넘긴 뒤 국경인을 왕으로 세우려고 하였다.
가토 기요마사에 수하가 되어 각종 만행을 자행하다가 신세준(申世俊)과 오윤적(吳允迪)의 유인에 떨어져 붙잡혀 죽었다.

## 같이 보기
- 순왜
- 항왜
- 김수량
- 국경인
- 함인수
- 정석수